# United Technologies Corporation
United Technologies Corporation (UTC) è stata una multinazionale statunitense cosiddetta "conglomerata", ossia con diverse divisioni in diversi settori economici. Il quartier generale delle operazioni era situato nell'United Technologies Building di Hartford (Connecticut), noto localmente come "Gold Building" (Edificio d'Oro) a causa dei vetri a specchio esterni color oro. Era tra le prime 20 più grandi società produttrici degli Stati Uniti.
UTC è stata una società che ricercava, sviluppava e produceva prodotti in numerosi settori, tra cui motori aeronautici, elicotteri, caldaie, condizionatori, celle a combustibile, ascensori e scale mobili, sistemi di sicurezza e sistemi antincendio per le costruzioni e prodotti industriali. UTC era anche un grande contraente militare, per la produzione di sistemi missilistici e elicotteri militari, tra cui l'elicottero Black Hawk.
Dopo averlo annunciato nel 2019, nel marzo 2020 l'azienda scorpora la Carrier Corporation e la Otis Elevator Company e il 3 aprile dello stesso anno si fonde con la Raytheon Company per formare la Raytheon Technologies Corporation.

## Storia
Il nucleo centrale del gruppo United Technologies è stato fondato nel 1929 come United Aircraft and Transport Corporation, dalla fusione di Boeing, Chance Vought, Hamilton Standard, Pratt & Whitney e Sikorsky Aircraft. Nel 1934, a seguito di una legge antitrust (la Air Mail Act), la United Aircraft and Transport è stata divisa in tre società indipendenti: Boeing, United Aircraft, e United Airlines. Vought fu scissa in un'impresa indipendente nel 1954, ma ciò nonostante, la United Aircraft ha mantenuto la sua originaria struttura societaria e concentrazione nelle industrie aerospaziale e di difesa fino agli anni '70.
United Aircraft cambiò il suo nome in United Technologies nel 1975, e l'anno successivo acquisì la Otis Elevator. Nel 1979 acquisì Carrier Refrigeration e Mostek; quest'ultimo rivenduto nel 1985 alla società francese di elettronica Thomson. Nel 1999 ha acquisito la Sundstrand Corporation e l'ha fusa con la sua divisione Hamilton Standard per formare la Hamilton Sundstrand. Due anni più tardi, la UTC è entrata nel settore della sicurezza e antincendio mediante l'acquisizione di Chubb Security, e in seguito della Kidde nel 2005. Sempre nel 2005, la United Technologies ha acquisito la divisione Rocketdyne della Boeing, che è stata fusa nella sua divisione Pratt & Whitney.
Nel giugno 2019 United Technologies ha annunciato l'intenzione di fondersi con l'appaltatore della difesa Raytheon per formare la Raytheon Technologies Corporation. La società combinata, valutata a oltre 100 miliardi di dollari dopo gli spin-off pianificati, sarebbe la seconda più grande compagnia aerospaziale e difesa del mondo con le vendite dietro alla Boeing. L'UTC ha pianificato di trasferire la sua sede da Farmington, nel Connecticut, a Waltham, nel Massachusetts, dove si trova Raytheon.

## Unità produttive
Carrierfabbrica impianti di riscaldamento, ventilazione, aria condizionata e sistemi di refrigerazione.
Hamilton Sundstrandprogetta e produce sistemi aerospaziali per aerei commerciali, regionali, aziendali e militari. È inoltre un importante fornitore per i programmi spaziali internazionali. Fornisce prodotti industriali per le industrie degli idrocarburi, chimiche, di trasformazione alimentare, edilizie e minerarie.
Otisproduce, installa e manutenziona ascensori, scale mobili e tapis roulant.
Pratt & Whitneyprogetta e costruisce motori degli aerei, turbine a gas, e razzi.
UTC Building & Industrial Systemfornisce sistemi e tecnologie per l'edilizia, l'industria e l'antincendio
UTC Fire & Securityfabbrica sistemi di rilevazione e spegnimento incendi, sistemi di controllo, sistemi di allarme e di sicurezza; fornisce servizi di integrazione e di controllo dei sistemi di sicurezza esistenti.
UTC Powerproduce di sistemi di generazione di energia distribuita e celle a combustibile per fini commerciali e di trasporto, applicazioni spaziali e per la difesa.
United Technologies Research Center (UTRC) Archiviato l'11 aprile 2012 in Internet Archive.una struttura di ricerca centralizzata, che supporta tutte le unità produttive UTC per lo sviluppo di nuove tecnologie e processi.